# クレイトン・アウグスト・オリベイラ・シウバ
クレイトン・シウバことクレイトン・アウグスト・オリベイラ・シウバ（Cleiton Augusto Oliveira Silva、1987年2月3日 - ）は、ブラジル・サン・ジェラルド・ダピエダデ出身のサッカー選手。ベンガルールFC所属。ポジションはフォワード。

## 経歴

### クラブ
2014年、ムアントン・ユナイテッドFCへ移籍した。
2017年、上海申鑫足球倶楽部へ移籍した。